# Історико-краєзнавчий музей культури та побуту Бойківщини (Цінева)
Істо́рико-краєзна́вчий музе́й культу́ри та по́буту Бойкі́вщини в селі Ці́нева — історико-краєзнавчий музейний заклад у селі Цінева Рожнятівського району Івано-Франківської області, зібрання матеріалів і предметів з природи, історії та побуту жителів Рожнятівщини.

## Загальна інформація
Цінівський історико-краєзнавчий музей, якому присвоєно звання народний, було відкрито в 1976 році. Він знаходиться в старовинному будинку села, який колись називали Білою школою, оскільки ця будівля милувала і захоплювала всіх своїм білим кольором. Школа збудована громадою села в 1910 році. А кошти для цього виділила фірма «Глезінгер», як компенсацію селянам за землю, яку вони віддали для прокладання залізничної дороги в Карпати.
Організаторами музею були видатний фотомитець Ярослав Коваль та тодішній голова колгоспу Василь Джурин, за підтримки директора школи Романюка і голови сільської ради Марківа. Коли рознеслась по селу чутка про музей, то всі жителі села, вчителі та школярі вишукували старовинні речі щоб віддати до музею. Працівники столярного цеху обладнали під музей колишні класні кімнати, монтували вітрини та стелажі. Майстри будівельники склали із плениць куток бойківської хати, щоби відтворити в ній інтер'єр 18-19 ст., влаштували постіль, жердку, колиску, запічок, мисник та інше. Над експозицією музею уважно працювали методисти Івано-Франківського краєзнавчого музею під керівництвом директора Олександри Синиці, музеєзнавця за фахом, Заслуженого працівника культури України Петра Арсенича, тодішнього завідувача районного відділу культури Юрія Фіняка та секретаря райкому партії Івана Червака. Василь Джурин забезпечував економічну сторону, не шкодував коштів. Ярослав Коваль робив фотографії, переклад старих документів - польських, німецьких, реставрував старовинні весільні скрині та давав цікаві поради. Любомира Василечко разом з Ольгою Федоренко об'їздили майже всі села району, звідки привезли оригінальні пам'ятки старовини які зайняли гідне місце в експозиції.
Робочі дні: понеділок — п'ятниця. Години роботи: з 11:00 до 18:00 год.

## Експозиція
У п'яти залах музею зібрано понад п'ять тисяч пам'яток матеріальної та духовної культури. Це документи історії та археології, нумізматичні колекції, предмети ремесла і побуту:

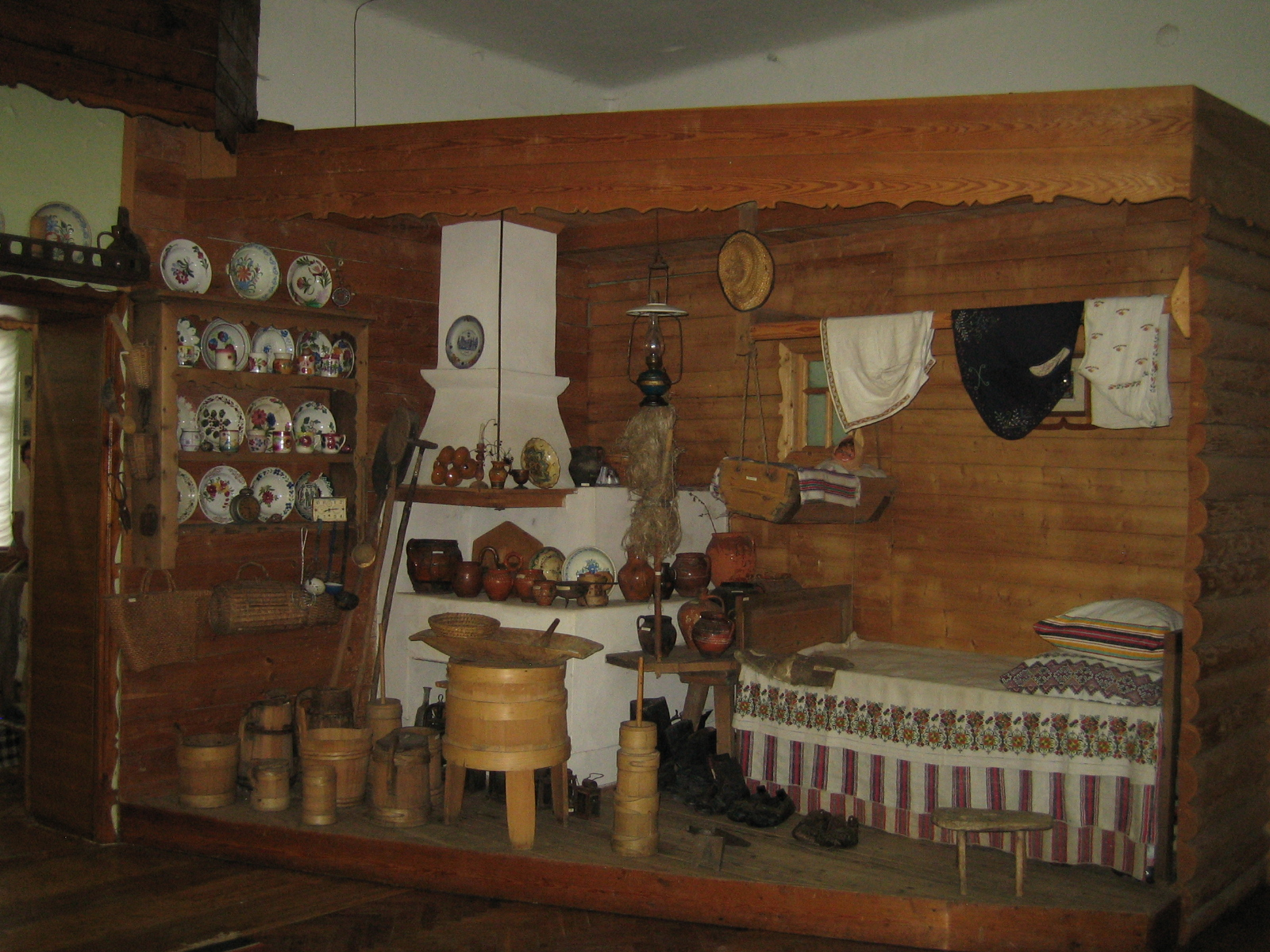
Інтер'єр бойківської хати

Зал № 1. Тут представлені предмети, ілюстративні матеріали, що знайомлять відвідувачів з історією земель Рожнятівщини з II століття до н.е. по III століття н.е. На вітринах — глиняний посуд, кам'яні сокири, шкребачки, ножі. Про історію краю яскраво розповідають розділи «Київська Русь», «Галицько-Волинське князівство», «Край під гнітом шляхетської Польщі». Цікаві матеріали про історію України містять розділи «Культура і освіта», «Економіка краю в другій половині XIX — на початку XX століття». Тут же представлено інтер'єр бойківської хати. Основним будівельним матеріалом була ялина та смерека. Хати будували з плениць, з'єднуючи по кутах "замками". Біля дверей, проти вікон містилася піч з комином, що займала майже чверть приміщення. Навпроти — мисник, прикрашений різьбою, який призначався для тарілок, горняток, дерев'яної сільнички. Збоку підвішена дерев'яна ложка та кошик для ложок. На підлозі під мисником дерев'яні коновки для води, молока та сиру. В хаті одна велика постіль. Її вкривали веретою або кількома вишитими покривалами. Жердка над постіллю служила вішалкою для щоденного одягу. Між постіллю та піччю підвішена до сволока колиска. Попід стіни - дерев'яні лавиці з дірками для кудель. На стіні біля ліжка висів образ (ікона).

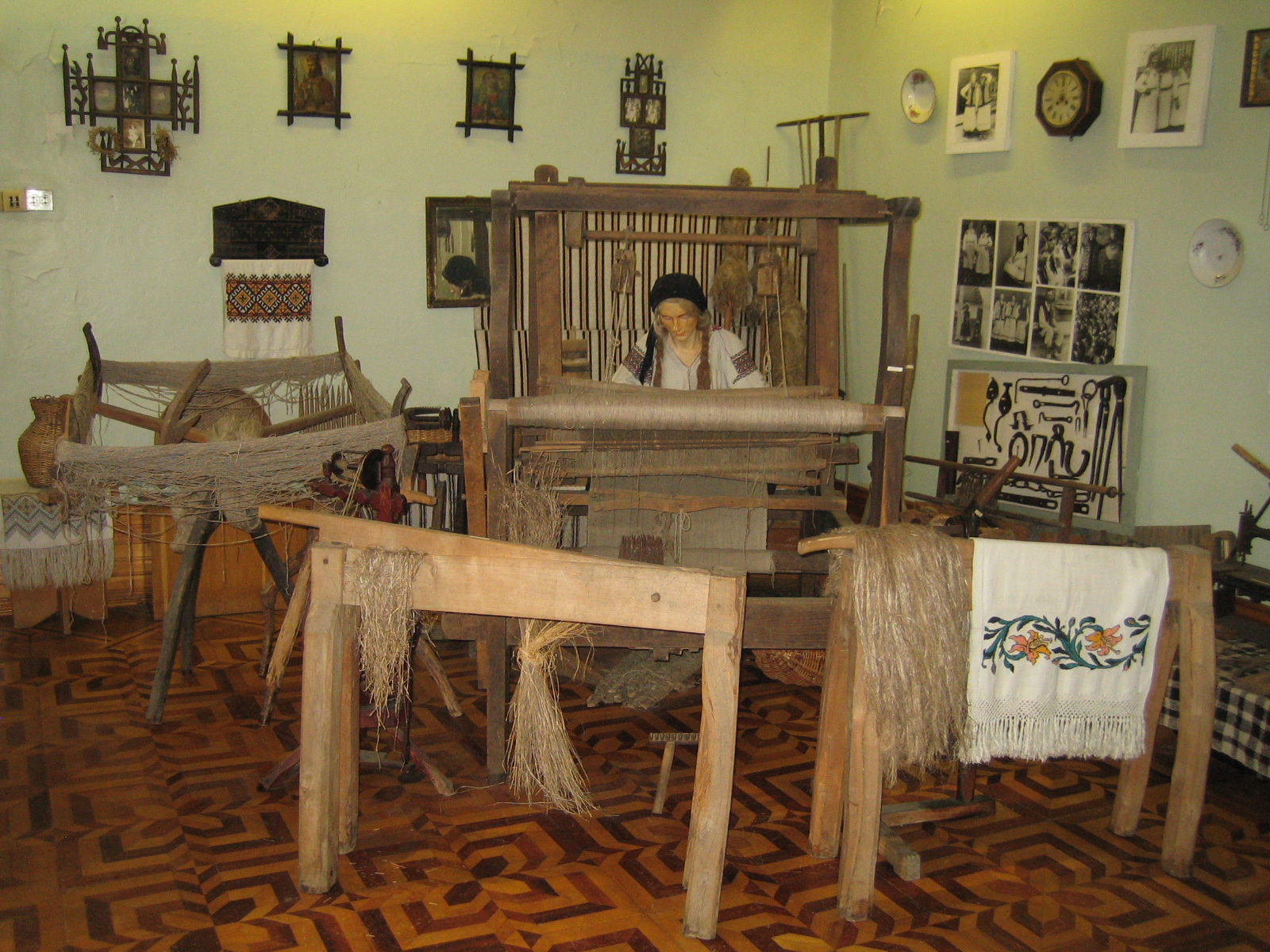
Ткаля

Зал № 2. У цьому залі знаходяться матеріали, що розповідають про Першу світову війну, яка чорною смугою пройшла через територію району, про січових стрільців та утворення ЗУНР. Один з розділів цього залу розповідає про розвиток промисловості і сільського господарства в селі і районі в умовах шляхетської Польщі і Австрії.
Через своє природне положення Цінева була в той час центром для сусідніх сіл. Вона здавна займала провідне місце у загальному культурному розвитку, відзначалася міцними традиціями, зокрема процвітанням ремесел. Тут цікаві відомості про майстрів-умільців — кушнірів, ковалів, ткачів, шевців, боднарів та будівельників. Цінівські майстри збудували в Галичині близько 100 дерев'яних церков. Прізвища Фоми Джурина і Якова Демкова занесені до УРЕ. Під їхнім керівництвом було перенесено з села Кривки до Львова пам'ятку народної архітектури — церкву, яка перебуває зараз в експозиції музею «Шевченківський гай». У 1745 році будівничі села звели церкву Святого Михайла у рідній Ціневі. Великий інтерес викликає колекція фотографій 20—30-х років яка показує атмосферу минулого — наші давні прекрасні обряди та звичаї, національні традиції.
Зал № З. Матеріали та фотографії цього залу відтворюють документальну розповідь про відвагу і героїзм жителів Ціневи в роки Другої світової війни.
Зал № 4. В центрі уваги відвідувачів — сувеніри, подарунки музею з Канади, США, В'єтнаму, Угорщини, Чехословаччини та інших країн. Є цікаві матеріали про дружні зв'язки села з Румунією. Заключний розділ експозиції розповідає про діяльність первинної організації товариства «Україна», про культурні зв'язки з українцями за кордоном.

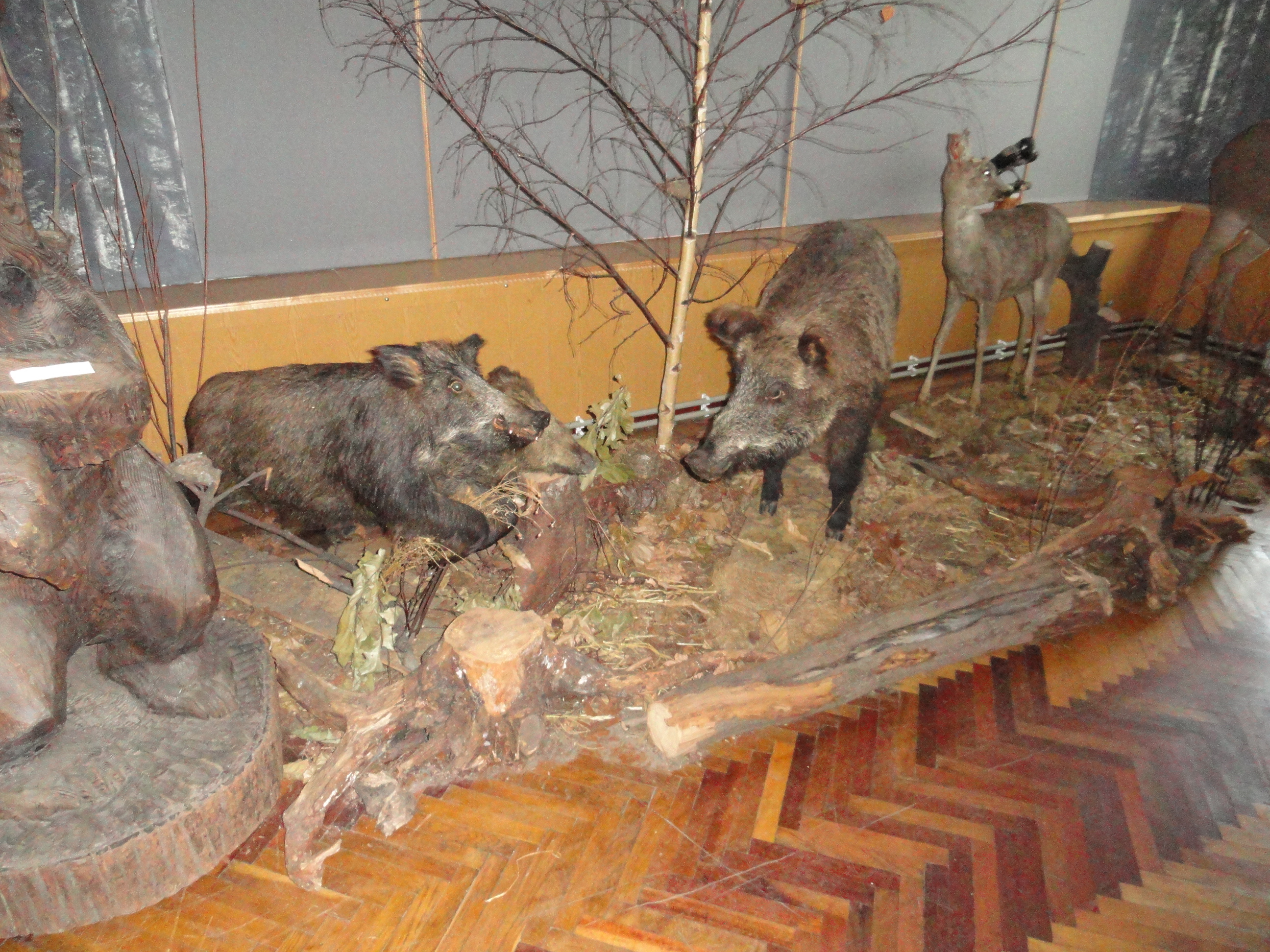
колекція чучел тварин

Зал № 5. Це — зал фауни і флори краю. В залі представлені опудала тварин і птахів, фотографії про красу природи рідного карпатського краю. Різноманітною є фауна гірської зони, де можна зустріти бурого ведмедя, оленя карпатського і козулю європейську. На цій території проживають понад 400 видів хребетних тварин, 280 - птахів і 14 - плазунів. Багато зимуючих птахів: снігурі, шишкарі ялинкові, синиці та глухарі карпатські. Родину куницевих представляють лісова куниця, тхір степовий та норка європейська. Із земноводних зустрічаються тритони, ящірки, гадюки та вужі.